# Jeremy I da Misquitia
Jeremy I (1639-1718) foi rei da Nação Misquita, que chegou ao poder após a morte de seu pai, Oldman, em 1686 ou 1687. Segundo um visitante inglês, W. M., em 1699, ele tinha cerca de 60 anos na época, fazendo sua ano de nascimento por volta de 1639. 

## Breve vida
Oldman havia recebido uma comissão inglesa pela proteção do governador da Jamaica por volta de 1655 e, segundo W. M., ele falava um pouco de inglês e era muito cortês com os europeus. Sua corte estava localizada perto de Cabo Gracias a Dios, perto da fronteira Nicarágua-Honduras, e consistia apenas de algumas casas, não muito diferentes das de seus súditos. Ele tinha duas "esposas muito doentes" e três filhas. Ele, ou um dos seguintes reis, pode ter sido a última pessoa a deter o título de rei que tenha ascendência totalmente indígena, pois os governantes posteriores seriam os Miskitos Zambos, descendentes de escravos africanos que sobreviveram a um naufrágio na região em meados do século XVII e que se casaram com os indígenas. M. W. descreve-o como castanho escuro com cabelos compridos, e suas filhas como sendo bonitas, mas de tez de noz-moscada.